# Tashi Tsering
Tashi Tsering, född 1929 i Namlings härad i prefekturen Shigatse i Tibet, död 5 december 2014, var en tibetansk filolog, affärsman och undervisningsfrämjare.

## Uppväxt och studier
Tashi Tsering föddes och växte upp i en fattig bondefamilj i byn Guchok närheten av staden Namling, väster om Lhasa i Tibet. Han valdes ut av de byäldste att vid 10 års ålder tas från sitt hem för att under närmast trälliknande förhållande ingå i Dalai lamas pojkdanstrupp i Lhasa. Han hade som liten pojke inspirerats av sin fars experimenterande med kalligrafi och ansträngde sig för att i en analfabet omgivning lära sig läsa och skriva. Efter fullbordad tjänstgöring som dansare fick han 1947 vid artons års ålder anställning som skrivare vid skattkammarkontoret i regeringspalatset Potala i Lhasa. Han tog han sig 1957 till Indien för att lära sig engelska i St. Joseph's School i Darjeeling. Han fick också 1960 möjlighet att studera i USA, först ett år engelska vid Williams College i Williamstown, Massachusetts och därefter vid University of Washington i Seattle.
Han hade efter Kinas ockupation av Tibet tagit positiva intryck av kinesernas arbete med att modernisera Tibet med bland annat byggande av sjukhus och broar och Tibets första grundskola samt deras tal om jämlikhet, och studerade i USA också Karl Marx. År 1964 återvände han från USA till Kina, där han av myndigheterna sändes till ett minoritetsfolksinstitut för tibetaner Xianyang med 2.500 elever. Han sattes i utbildning i en klass med 40 elever, vilka utbildades för administrativa tjänster i Tibet.

## Levnad
Under kulturrevolutionen blev han i juni 1966 rödgardist och kom också att bli en av dem som paraderade framför Mao Tsetung i Peking i september 1966. Han medverkade i kulturrevolutionen i Lhasa. Efter att ha återvänt till skolan i Xianyang våren 1967, utpekades han i november som kontrarevolutionär och USA-spion på grund av sina utlandsår och fängslades. I mars 1970 ställdes han formellt inför rätta och dömdes för förräderi och hölls fortsatt i fängelse till maj 1973.
Hösten 1974 gifte Tashi Tsering sig med Sangyela. Efter Deng Xiaopings makttillträde 1977 sökte han få återupprättelse, vilket han också fick året därpå, varefter han kunde leva ett normalt liv. År 1981 fick han tilltånd att bosätta sig i Tibet och blev lärare i engelska på Universitetet i Lhasa. Han ägnade många år att sammanställa en tibetansk-kinesisk-engelska ordbok, vilken publicerades i Peking 1988. 
Från sent 1980-talet har han arbetat med att starta grundskolor i avlägsna landsbygdsområden i sitt barndomslän Namling (län)|Namling och på andra ställen i Tibet.
I Lhasa blev han också affärsman och drev han ett mattföretag. Vid sin död hade han grundat 77 sådana skolor, med hjälp av intäkter från familjens affärsverksamhet och från donationer.

## Självbiografi
Efter att ha tagit kontakt med tibetologen Melvyn Goldstein, som varit en nära vän under studieåren i Seattle på 1960-talet, reste han till USA 1992 för att under ett par års tid tillsammans med Goldstein arbeta med en självbiografi. Denna utkom i tryck 1997 på engelska i USA under titeln The Struggle for Modern Tibet. The Autobiography of Tashi Tsering. Den har senare också utkommit på kinesiska i Kina.